# ملبس

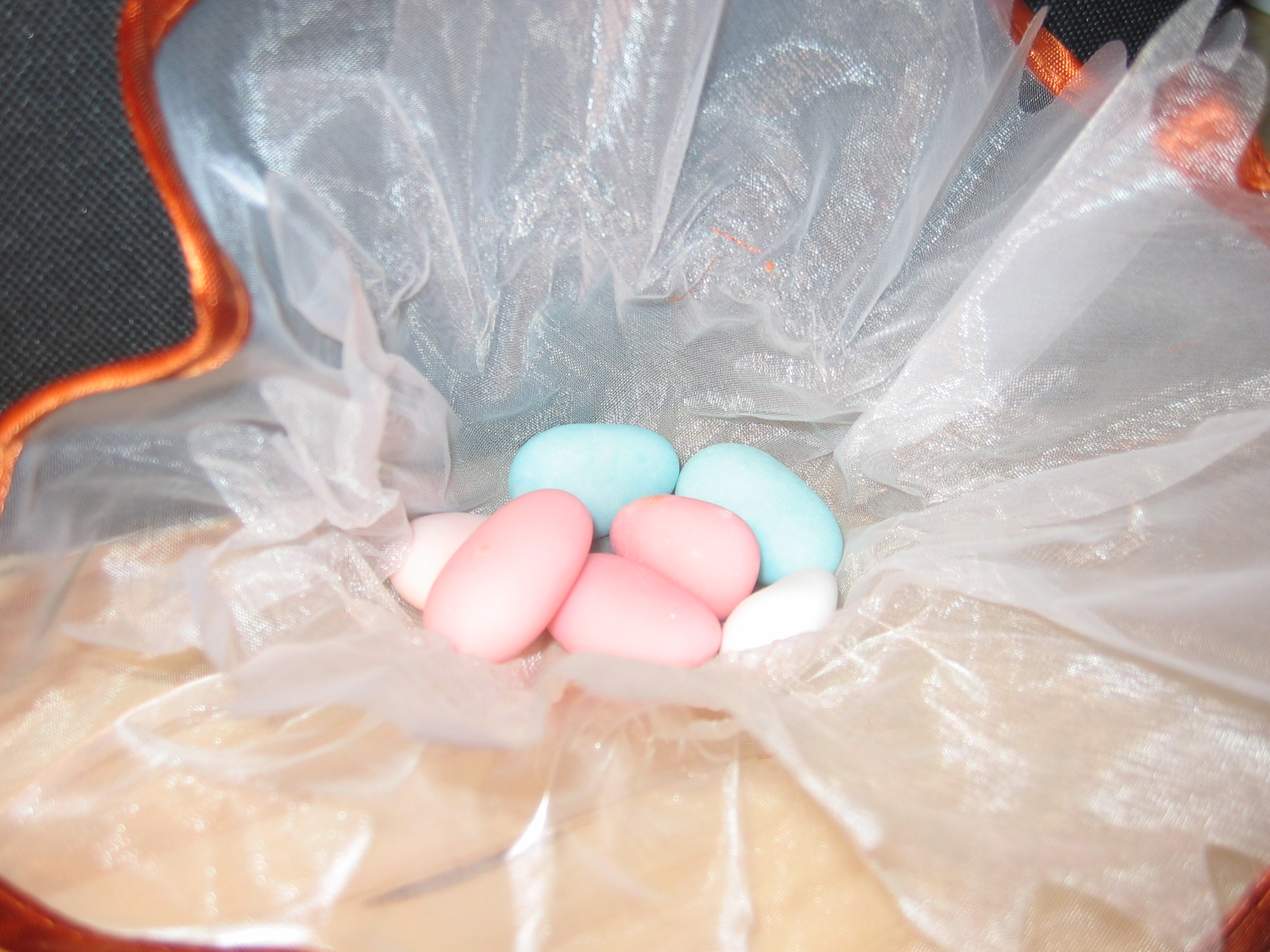
ملبّس بمناسبة مولود جديد

الملبّس أو اللوز المسكر (بالإنجليزية: Dragée)‏ هو حلوى صغيرة الحجم ذات غلاف خارجي صلب. له أهمية تقليدية في جميع دول العالم، وبالاخص بلاد الشام وسوريا على وجه التحديد ,  حيث يتهادى الناس به في المناسبات، مثلا في السبوع والزفاف. من أشهر أشكاله اللوز المغطى بالسكر الملون.

## صناعة الملبس
يندى اللب (اللوز، الجوز، بلورات السكر وغيرها) بمحلول السكر في غلاية دوارة ثم يغطى بطبقة من السكر عبر الإضافة المتلاحقة للسكر المسحوق. تعاد هذه العملية حتى الحصول على طبقة بالثخانة المرغوبة. وقد تغطى بالشوكولا بأسلوب مناسب عند يعد اللوز المحمص الملبس بالسكر منتجات معروفة جيدا. إنها تتكون من اللوز الخام أو المحمص اللذين يغطيان بشراب السكر الساخن المشبع والمكرمل. إذ يتكون السطح الجعد الخشن بنفخ الهواء الساخن. يحتوي اللوز المحمص أيضا توابل ومادة منكهة مثل الفانيلين وغيرها. ولا ينبغي أن تتعدى نسبة السكر إلى اللوز 1 : 4 . ويمكن أيضا تلوين السكر الذي يغطي اللوز المحمص الناتج في عملية صنع الملبسات.

## الاستخدام

### لوزالاردن

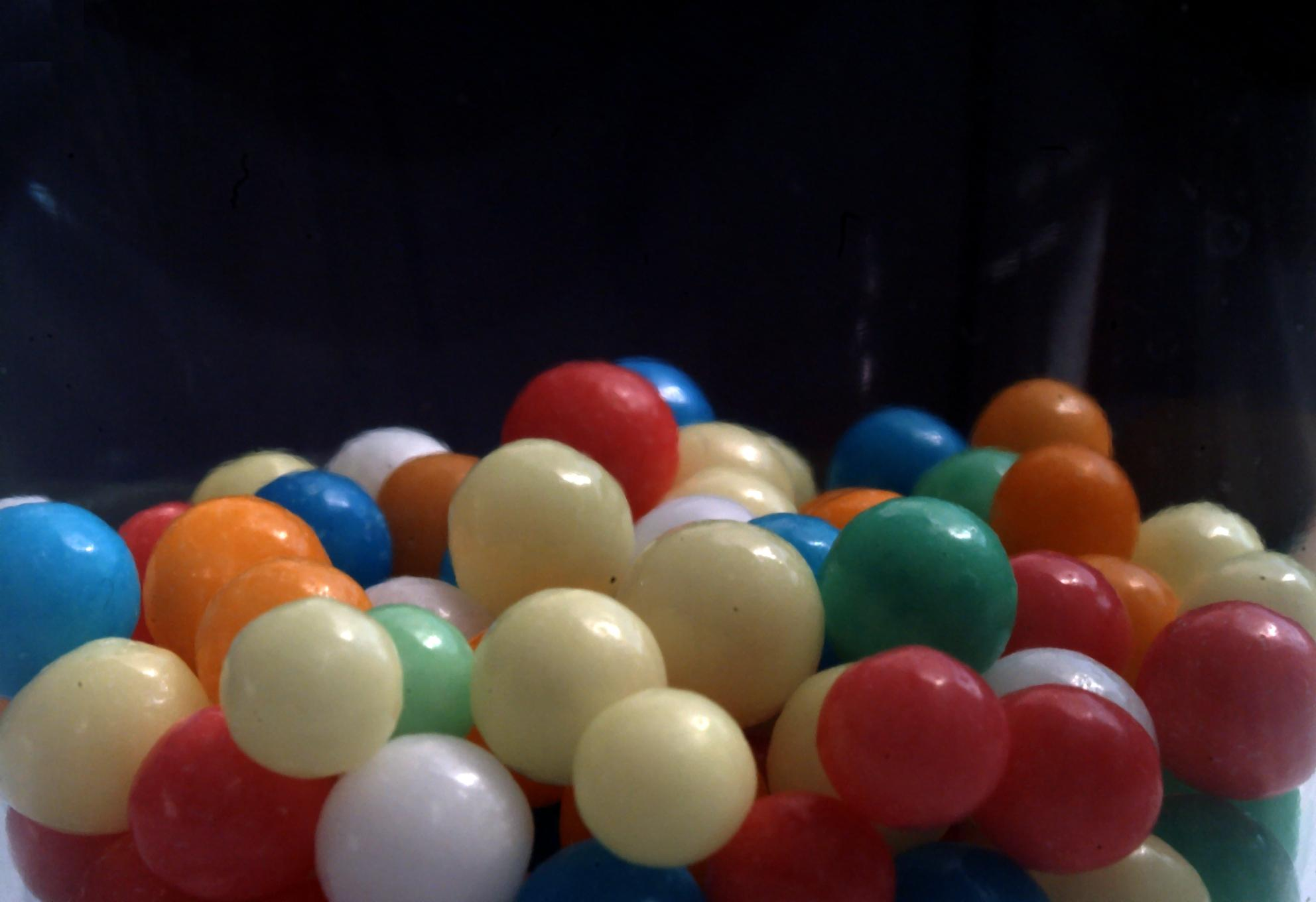
شكل آخر من أشكال اللوز الأردني: حلويات (حب اللؤلؤ).

يتكون الملبس من اللوز الأردني، المعروف أيضًا باسم الكوفيتا، في أكثر أشكاله كلاسيكية من دراجيه وكومفيت، من اللوز وهو سكر مغلف بألوان باستيل مختلفة.
غالبًا ما يستخدم اللوز الأردني كهدية زفاف - مثل بومبونيير الإيطالي - حيث يرمز اللوز «المر» والسكر «الحلو» إلى مرارة الحياة وحلاوة الحب. غالبًا ما يتم تجميع الحلويات في مجموعات من خمسة أفراد لتمثيل السعادة والصحة وطول العمر والثروة والخصوبة. في حفلات الزفاف الإيطالية واليونانية، يتم وضع اللوز في مجموعات مكونة من خمسة أفراد، وهو رقم فردي غير قابل للتجزئة ليرمز إلى وحدة الزوج والزوجة. في الشرق الأوسط، يعتبر اللوز الأردني مثيرًا للشهوة، لذلك هناك دائمًا الكثير في متناول اليد للعروسين وضيوفهم.
يُعتقد أن اللوز الأردني نشأ في روما القديمة، حيث تم تقديم اللوز المغطى بالعسل بواسطة خباز روماني وحلواني يُدعى يوليوس دراغاتوس. كان يطلق على حلوياته دراجاتي وكان يخدمها النبلاء في حفلات الزفاف والولادات. عندما أصبح السكر متاحًا بسهولة أكبر في القرن الخامس عشر، تم طلاء المكسرات بالسكر بدلاً من ذلك. في سولمونا بإيطاليا، أتقنت عائلة بيلينو تقنية صنع اللوز المطحون.

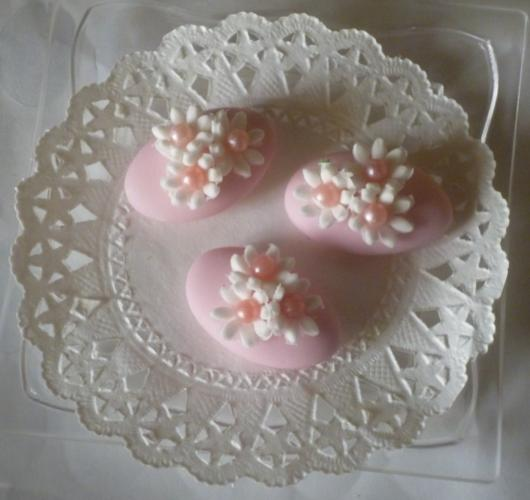
لوز سكر مزخرف يدويا، مصنوع من عجينة السكر.

من المرجح أن مصطلح الأردن هو نسخة تالفة من الكلمة الفرنسية جاردان، والتي تعني «حديقة»، ومن ثم فهي عبارة عن لوز مزروع وليس لوز بري. ومع ذلك، يقترح آخرون المصطلح المشار إليه لمجموعة متنوعة من اللوز المزروعة في الأصل على طول نهر الأردن والتي تتميز بحبات طويلة ورقيقة ونحيلة وناعمة إلى حد ما في قذائف سميكة وثقيلة.

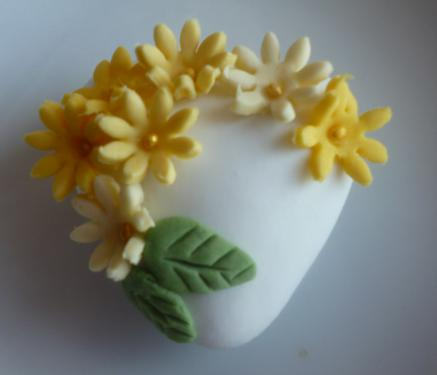
لوز سكر مزخرف يدويا، مصنوع من عجينة السكر.

لا يزال البعض الآخر يعتقد أن الأردن هو تحريف لاسم مدينة فردان في شمال شرق فرنسا. في القرن الثالث عشر، عندما أحضر الصليبيون في العصور الوسطى السكر إلى أوروبا بعد حملاتهم في الأراضي المقدسة، كان السكر ذا قيمة كبيرة ويعتبر طبيًا. خلال ذلك الوقت، بدأ الصيدلاني في فردان بتغطية الأدوية الأخرى بالسكر (يطلق عليها دراجيه) لتسهيل تناولها. اشتهرت مدينة فردان بكونها دراج في فردان.
الملبس السوري
الملبسات السورية، أو ما يُعرف شعبيًا بـ "ملبس اللوز" أو "ملبس الفستق الحلبي"، هي حلوى تقليدية صغيرة الحجم ذات غلاف خارجي صلب ومقرمش، تخبئ في داخلها حبة لوز أو فستق حلبي فاخر. هذه الحلوى ليست مجرد قطعة سكر ومكسرات، بل هي جزء أصيل من ثقافة المناسبات السعيدة في سوريا، تحمل معها عبق الماضي ونكهة الفرح.
تاريخ عريق وحضور في المناسبات:
صناعة الملبس في سوريا، وخاصة في دمشق، تعود إلى زمن بعيد، وتوارثتها الأجيال كحرفة يدوية دقيقة. لطالما كان للملبس حضور مميز في الاحتفالات والأفراح. ففي "سبوع المولود" (اليوم السابع لولادة الطفل)، يُعتبر الملبس من أساسيات الضيافة التي تُقدم للزوار لتهنئة الأهل بالمولود الجديد، حيث يرمز إلى الفأل الحسن والبركة. كما لا تخلو الأعراس السورية من الملبس الأنيق الذي يُوزع على المدعوين تعبيرًا عن الفرح والاحتفال بالزواج.
صناعة يدوية متقنة: تتميز صناعة الملبس السوري بالدقة والمهارة اليدوية. تبدأ العملية بتقشير أجود أنواع اللوز أو الفستق الحلبي وتحميصها قليلاً لإبراز نكهتها. ثم تأتي مرحلة التلبيس، حيث تُغمر حبات المكسرات في محلول سكري ساخن ومعطر (غالبًا بماء الزهر أو ماء الورد) بشكل متكرر في أواني نحاسية خاصة تُعرف بـ "المقلّى". يتم تدوير الأواني باستمرار لتكوين طبقات رقيقة ومتجانسة من السكر الصلب حول حبة المكسرات. تستغرق عملية التلبيس وقتًا وجهدًا، وتتطلب خبرة ومهارة للحصول على الغلاف المثالي الناعم والمقرمش. غالبًا ما يتم تلوين الطبقة الخارجية بألوان فاتحة ومبهجة مثل الأبيض والزهري والأزرق الفاتح والأصفر، مما يضفي على الملبس مظهرًا جذابًا واحتفاليًا.
تشمل أنواع الشوكولاتة الأخرى ذات الأصداف المتعددة الألوان إم آند إمز، المصممة في البداية للسماح بنقل واستهلاك الشوكولاتة بسهولة للجيش الأمريكي، وقد تطورت إلى حلوى شهيرة، ولكنها تُباع أيضًا على أنها حلوى زخرفية في 25 لونًا مختلفًا.

### ملبس طبي
تستخدم لزيادة تحمل الأدوية المرة أو لمجرد إجبار الاستهلاك، ويمكن الإشارة إلى الحلوى أو الحبوب المغلفة بالسكر على أنها ملبس.

### كرات زينة بشكل معدني
شكل آخر من أشكال الملبس هو كرة صغيرة من السكر، في الكومنولث غالبًا ما تسمى كاتشو، وتستخدم بشكل أساسي في زخرفة الحلويات، والكعك، وأشكال المخابز الأخرى. يتم إنتاجها بأحجام مختلفة، يتراوح قطرها عادة من 3 إلى 4 مم (0.12 إلى 0.16 بوصة). هذا أكبر من غير الحبيبات وأصغر من التابيوكا اللؤلؤية الكبيرة.
لطالما استخدمت الملبس الفضي لتزيين طعام الزفاف والعطلات. في الآونة الأخيرة، أصبحت ألوان الذهب المعدني، والنحاس، وألوان قوس قزح (الأحمر، والأخضر، والأزرق، وما إلى ذلك)، والألوان المتلألئة متوفرة.
في معظم البلدان، بما في ذلك المملكة المتحدة وفرنسا، تصنف الفضية على أنها مواد غذائية. ومع ذلك، فمنذ عام 1906، حظرت اللوائح الأمريكية تصنيع أو بيع أي طعام يستخدم أي معدن أو مادة معدنية، بما في ذلك الفضة، كملون أو طلاء أو مادة مضافة. تعتبر إدارة الغذاء والدواء الأمريكية أن السكر المطلي بالمعدن غير صالح للأكل، ولا يجوز بيعها إلا عندما تكون مصحوبة بإشعار بأنها ستستخدم للأغراض الزخرفية فقط. اللوز المطلي بنفس الطريقة غير مسموح به على الإطلاق. على الرغم من أن ملبس المعدنية النهاية يمكن شراؤها في 49 ولاية أمريكية، لم تعد تباع في ولاية كاليفورنيا.

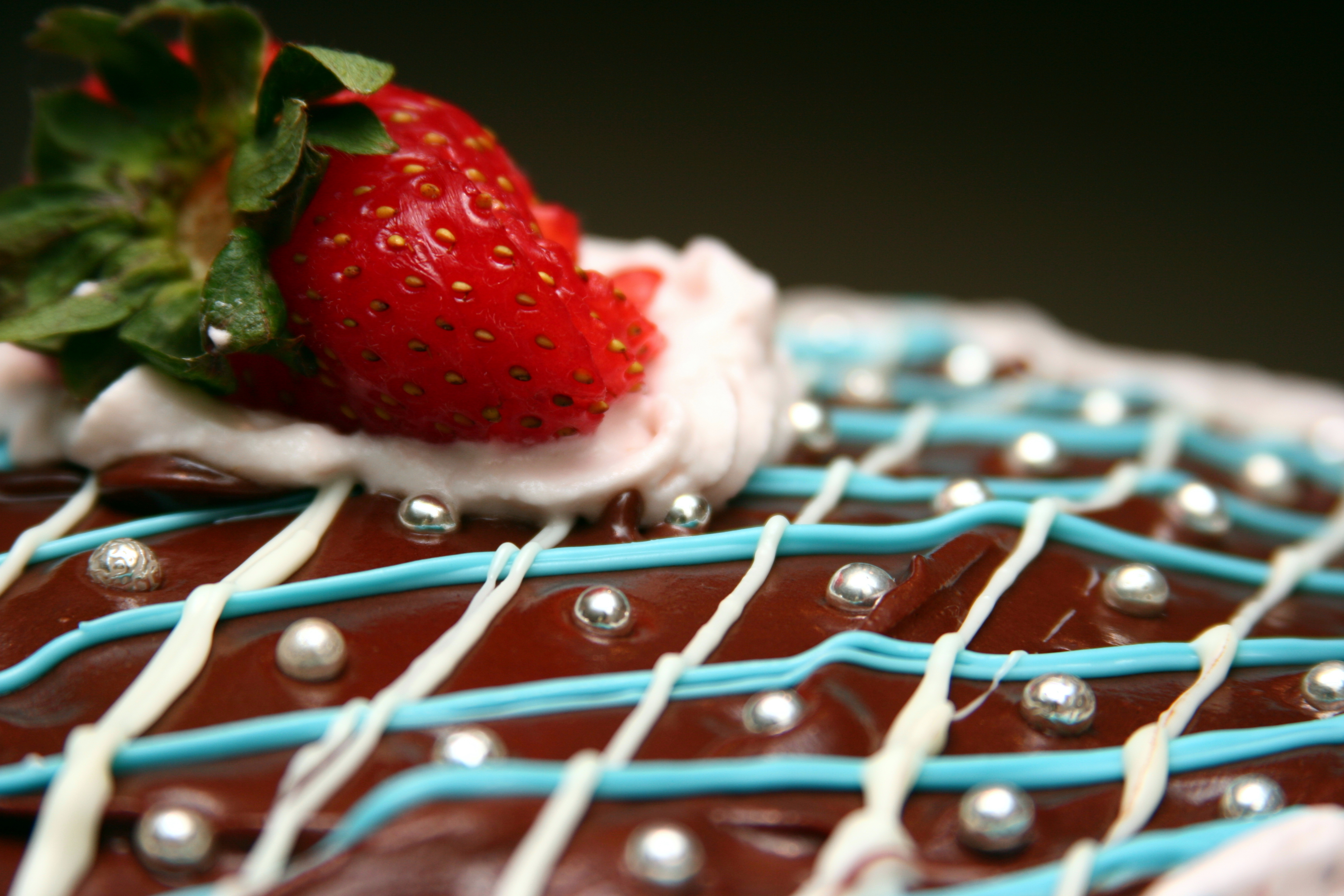
كعكة شوكولاتة مزينة بالثلج والفراولة والدراج الفضي المعدني

الملبّس السوري هو حلوى أو سكاكر مميزة ملونة وتعتبر من التراث القديم. اشتق اسم هذه الحلوى من كلمة “لبس” (ارتدى) ويشير الي تلبيس أو تغليف قطعة اللوز أو نواة الفستق الحلبي بطبقة من السكر وقد تم تطوير هذه التقنية لصنع الملبس في دمشق منذ أكثر من قرنين من الزمن.
يتربع الملبس على طاولة الأعراس والموالد على شكل صرر (البقجات باللهجة الشامية) والمغلفة بورق السيلوفان وفي داخلها (الملبّس) التي يعادل شكلها حجم حبة اللوز تماماً وهو المكون الرئيسي لها، فاللوز هنا قد ألبسه الدمشقيون وبشكل فني متقن بالسكر ورشوه بماء الورد ليتحول إلى ضيافة أنيقة في الأعراس والأعياد وفي مناسبة الولادة.
وهو عدة أصناف ومنه ملبس اللوز أو الفستق الحلبي أو الحمّص والمشهورة بدمشق، حيث تلبس بالسكر وتتحول إلى (قضامة) وأضافوا لها الألوان من خلال ماء الزهر والصبغات من ماء الورد، حيث صار لونه ورديا أو أزرق.
طريقة التحضير
يحمّص اللوز ويلبس بالسكر من خلال وضعه بأوان نحاسية ويحمّى بطبقة رقيقة من السكر على نار هادئة وبعدها يبرّد ويعبأ بصرر فضة أو بعلب هدايا ويوزع على الضيوف وهو معروف خارج دمشق وسورية ولكن ليس الشكل الشعبي منه فالملبس الدمشقي لا يصدّر لان عمره أسبوع فقط وبالتالي يستهلك مباشرة ولا يخزن.
ويتميز الملبس بمذاق لذيذ، خاصة إذا كان طرياً، حيث يؤكل بسهولة أما إذا كان مغلفاً ومرّ عليه أسابيع وأشهر لاستهلاكه فإن الملبسة تكون قاسية على الأسنان وتحتاج لتكسيرها بالأضراس والأسنان حتى تؤكل ولكن يبقى طعمها لذيذاً.

## طالع أيضًا
- بمبونيرة
- دب مطاطي
- فاكهة مسكرة
- حلويات
- سكاكر
- كعك
- لوز